# Holochroa dissociaria
Holochroa dissociaria är en fjärilsart som beskrevs av George Duryea Hulst 1896. Holochroa dissociaria ingår i släktet Holochroa och familjen mätare. Inga underarter finns listade i Catalogue of Life.